# Kambodschanische Badmintonmeisterschaft 1958
Die Kambodschanische Badmintonmeisterschaft 1958 fand in Phnom Penh statt. Es war die erste Austragung der nationalen Titelkämpfe von Kambodscha im Badminton.

## Titelträger
| Disziplin    | Sieger              |
| ------------ | ------------------- |
| Herreneinzel | Smas Slayman        |
| Dameneinzel  | Huynh Tu Ky         |
| Herrendoppel | Ngo Phong Dung Kien |
| Damendoppel  | nicht ausgetragen   |
| Mixed        | nicht ausgetragen   |